# Howie B
Pour les articles homonymes, voir Howie.
Howard Bernstein, dit Howie B, est un musicien, chanteur, producteur de trip hop et DJ britannique, né le 2 mars 1963 à Glasgow. Il est notamment connu pour son travail comme musicien et producteur avec des artistes tels que Björk, U2, Robbie Robertson, Elisa ou encore Tricky.

## Discographie
- Music for Babies (1996)
- Turn the Dark Off (1997)
- Snatch (1999)
- Sly and Robbie drum and bass Strip to the Bone by Howie B (1999)
- Folk (2001)
- Another Late Night: Howie B (DJ mix album, 2001)
- FabricLive.05 (DJ mix album, 2002)
- Last Bingo in Paris (2004)
- Music for Astronauts and Cosmonauts (2006)
- Howie B vs Casino Royale: Not in the Face - Reale Dub Version (2008)
- Good Morning Scalene (2010)